# Château Mont-Choisi
Château Mont-Choisi war eines der ersten und international bekanntesten Mädchenpensionate in der Schweiz. Die Internatsschule bestand von 1885 bis 1995 in Pully, einem südöstlichen Vorort von Lausanne, im Kanton Waadt.

## Geschichte
Sie wurde 1885 als Pensionat für höhere Töchter gegründet und befand sich in einer schlossartigen Villa am Chemin des Ramiers in den Hügeln oberhalb des Genfersees, etwa drei Kilometer vom Stadtzentrum Lausannes entfernt. Die Schule erwarb sich bald einen internationalen Ruf als «Finishing School», in der junge Damen für ein Leben in der gehobenen Gesellschaft vorbereitet wurden.
Da mit dem sich ändernden Bild der Frau in der westlichen Gesellschaft die Nachfrage nach derartiger Ausbildung nach dem Zweiten Weltkrieg schnell abnahm, wurde insbesondere ab den 1960er Jahren zunehmend der akademische Aspekt schulischer Bildung betont und das Institut war dann bis zu seiner Schliessung im Jahre 1995 eine höhere Schule mit den Jahrgangsstufen 9 bis 12 im sogenannten «American Program», das mit dem Erwerb eines in den USA anerkannten High-School-Diplomas abschloss, sowie einer 13. Jahrgangsstufe, die auf den Eignungstest US-amerikanischer Colleges vorbereitete. Unterrichtssprachen waren Englisch und Französisch. Die Schule war sowohl von der New England Association of Schools and Colleges (NEASC) als auch vom European Council of International Schools (ECIS) akkreditiert.
Daneben wurden außerdem angeboten: ein intensiver, einjähriger französischer Sprachkurs, der zum Zeugnis der Alliance française führte; ein Business-und-Tourism Programm, das in ein oder zwei Jahren mit einem Pitman Certificate abschloss und auf den Besuch einer schweizerischen Hotelfachschule vorbereitete; und Intensivkurse von einem oder zwei Jahren Dauer für Englisch als Zweitsprache, zur Vorbereitung auf die entsprechenden britischen und amerikanischen Sprachtests.
Der etwa 1,2 Hektar grosse Campus, in einer ruhigen Wohngegend, umfasste zum Schluss sechs Schul- und vier Wohngebäude, nebst Turnhalle, Tennisplatz und beheiztem Schwimmbad.
Die Schule wurde 1995 geschlossen. Der Schulträger, der inzwischen eine Aktiengesellschaft war, ging in Liquidation. Die AG wurde am 30. Dezember 2015 aus dem schweizerischen Handelsregister gelöscht.

## Bekannte Schülerinnen
- Kitty Carlisle (1910–2007), US-amerikanische Sängerin, Bühnen- und Filmschauspielerin
- Prinzessin Elena von Rumänien (* 1950)
- Mai Yamani (* 1956), saudi-arabische Anthropologin, Tochter des ehemaligen Erdölministers Ahmed Zaki Yamani
- Carla Bruni-Sarkozy (* 1967), Model, Musikerin, Ehefrau von Nicolas Sarkozy
- Monique Lhuillier (* 1971), Modedesignerin

Koordinaten: 46° 31′ 12″ N, 6° 39′ 46,3″ O; CH1903: 540470 / 152373

## Fussnoten
1. ↑  Finishing School, im Merriam-Webster Online Dictionary
2. ↑  http://www.pitman-training.com/why-pitman/pitman-training-certificates-and-diplomas
3. ↑  Schweizer Handelsamtsblatt, SHAB-Meldungen vom 30. Dezember 2015